# Ligne Bar-Lev
 (août 2011).
La ligne Barev (arabe : خط برليف, hébreu : קו בר לב) était une chaîne de fortifications construites par Israël le long de la côte du canal de Suez après la conquête de la péninsule du Sinaï sur l'Égypte durant la guerre des Six Jours en 1967.

## Planification et construction

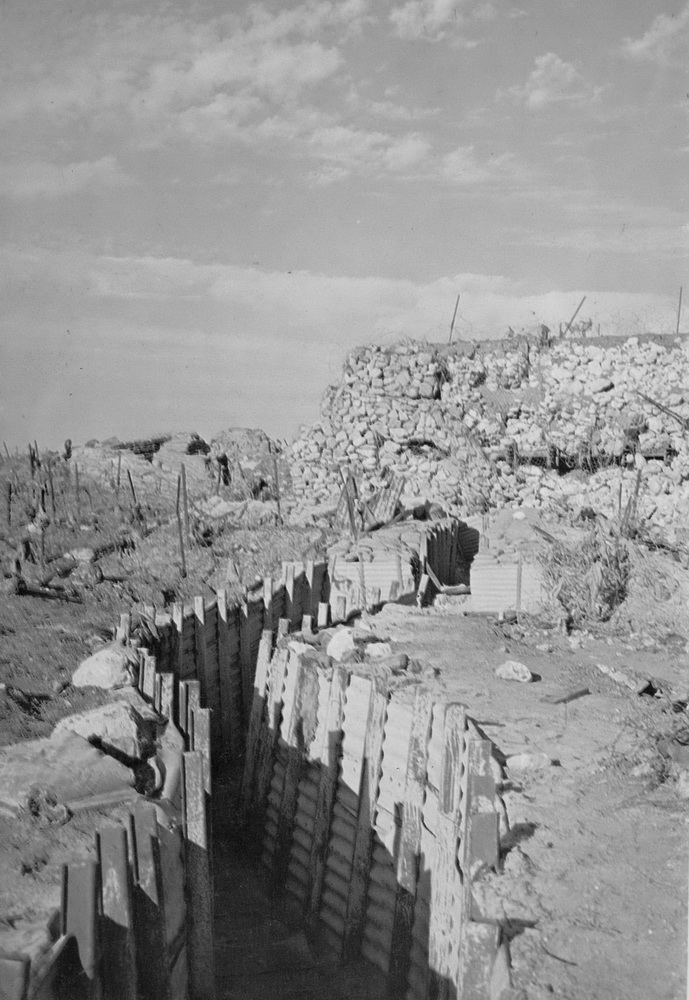
Une tranchée et un bunker de la ligne Bar-Lev.

L'ouvrage, nommé d'après le chef d'état-major israélien Haïm Bar-Lev, était destiné à couvrir un front d'environ 160 km le long du canal. Il était formé de remparts de terre et d'une série de postes en béton renforcés aux points de passages les plus probables (soit 36 fortifications, espacés de 4,4km) en moyenne. 
Les remparts de terre étaient édifiés par-delà une unique barrière d'eau et étaient hauts de 20 à 22 m en moyenne avec une inclinaison de 45 degrés en direction du canal. Des emplacements pour tanks, pièces d'artillerie, mortiers et fusils mitrailleurs étaient prévus.
Chaque poste accueillait environ 15 hommes. Creusés à une profondeur de plusieurs étages sous le sable, ces forts de béton étaient prévus pour procurer un abri aux troupes capable de résister à des bombes de 500 kg tout en étant équipés de l'air conditionné. En surface, le périmètre de ces fortifications était d'environ 250 à 300 m. Chacune avait une identification, par exemple : Tasa, Maftzach, Milano, Mezach, Chizayon, Mifreket, Orcal, Budapest (le plus grand), Nisan, Lituf, Chashiva.
En arrière de cette première ligne, les Israéliens avaient placé de petites unités d'artillerie blindées ; plus loin encore étaient installées des bases où étaient entreposées les armes et équipements pour les brigades de réserve qui pouvaient être mobilisées en 24 heures en cas de tentative de franchissement du canal. 
Au cas où les Égyptiens tenteraient de franchir le canal, la principale tâche des garnisons étant de donner l'alerte et de diriger le feu d'artillerie des batteries placées en arrière. Les Israéliens se reposaient ainsi sur leur artillerie et leurs forces aériennes pour fixer les unités tentant de franchir le canal jusqu'à ce que leurs réserves puissent atteindre le canal. 
Comme dernier élément, pour tirer profit de l'obstacle naturel constitué par le canal, les Israéliens installèrent un système de tuyaux sous-marins prévus pour pomper du pétrole brut inflammable dans le canal de Suez pour créer un obstacle de flammes. Le pétrole en feu aurait atteint tout Égyptien tentant de franchir le canal. Certaines sources israéliennes affirment que le système n'était en fait pas efficace et seules quelques-unes de ces installations étaient effectivement opérationnelles. Néanmoins, les Égyptiens prirent la menace très au sérieux et, à la veille de la guerre du Kippour, dans la soirée du 5 octobre 1973, des équipes de plongeurs égyptiens bloquèrent les tuyaux avec du béton avant les opérations.
L'ensemble fortifié coûta 500 millions de dollars[réf. nécessaire].

## Histoire
La ligne Bar-Lev a été délaissée après la fin de la guerre d'usure en août 1970, les Israéliens fermant graduellement quelques fortifications en réduisant leur nombre de 30 à environ 22. Malgré ces réductions, la ligne Bar-Lev représentait toujours une formidable barrière, les Égyptiens devaient toujours utiliser du temps, des ressources et des efforts pour développer un plan permettant de contourner les défenses israéliennes. Bien que la ligne Bar-Lev ne fût pas construite comme une ligne Maginot, le commandement supérieur israélien s'attendait toujours à ce qu'elle constitue une tombe pour les troupes égyptiennes, empêchant tout effort égyptien majeur d'établir des têtes de pont sur la rive est du canal.
La défense du Sinaï dépendait de deux plans : Shovakh Yonim ("שובך יוניםְ" = pigeonnier) et Sela ("סלע" = rocher). Dans ces deux plans, l'état-major israélien prévoyait que la ligne Bar-Lev joue le rôle de ligne d'arrêt, ou « kav atzira », une ligne défensive devant être tenue quel qu'en soit le coût. Comme le disait un colonel israélien peu après la fin de la guerre d'usure « La ligne a été édifiée pour donner une réponse militaire à deux besoins basiques : en premier lieu, écarter le risque d'une attaque égyptienne majeure sur le Sinaï qui aurait pour conséquence l'établissement d'une tête de pont qui pourrait déboucher sur une guerre ouverte, et en second, réduire autant que possible les victimes parmi les troupes de défense. »
La ligne était très populaire dans l'opinion publique israélienne, bien que quelques généraux, notamment Ariel Sharon, restassent très critiques à son sujet.

### Guerre du Kippour et destruction

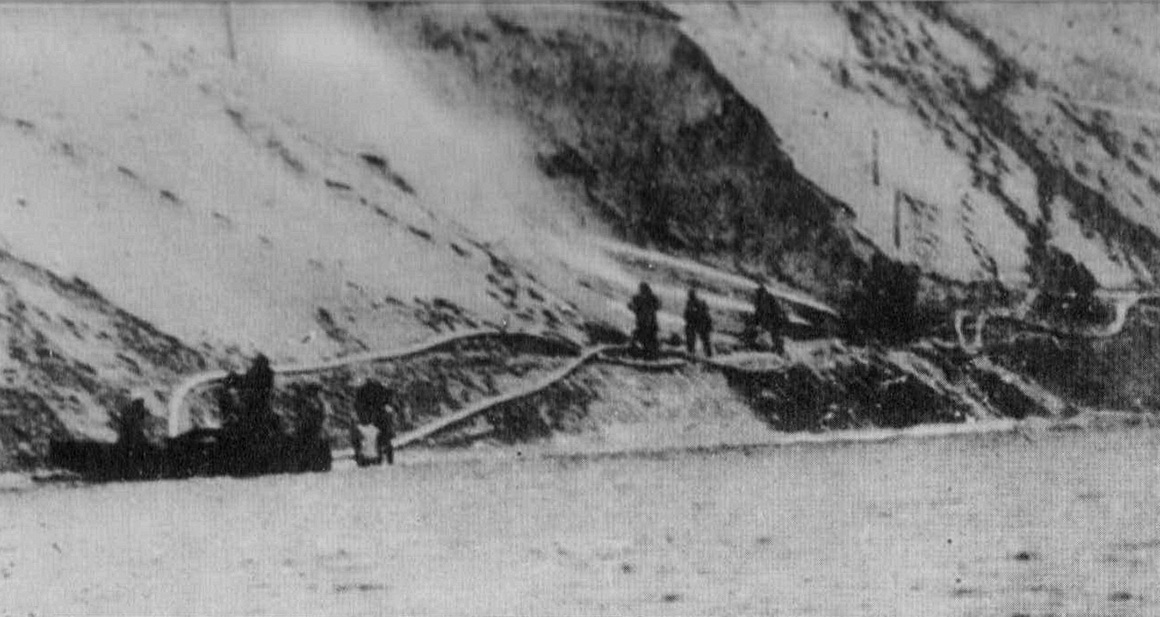
Des hommes du Génie égyptien utilisent des canons à eau pour créer une brèche dans l'immense mur de sable israélien.

Durant la guerre du Kippour (octobre 1973), les Égyptiens, sous le commandement du président Anouar el-Sadate, ont pu franchir aisément la ligne Bar-Lev grâce à l'élément de surprise et à leur puissance de feu nettement supérieure. Pour franchir les remparts de terre, les Égyptiens utilisèrent des canons à eau faits de tuyaux reliés à des pompes puisant l'eau dans le canal. D'autres méthodes employant des explosifs, l'artillerie ou des bulldozers auraient été trop lentes et demandaient des conditions de travail presque idéales. Par exemple, 600 kg d'explosif et un bulldozer auraient nécessité cinq à six heures sous une riposte israélienne ininterrompue pour dégager 1 500 mètres cubes de sable. Employer un bulldozer sur la rive Est tout en protégeant les lieux de l'artillerie israélienne aurait été pratiquement impossible durant les premières heures de l'assaut. La construction des ponts nécessaires aurait en conséquence commencé trop tard. Fin 1971, un jeune officier égyptien proposa une petite pompe à essence, légère, comme solution au problème. Les militaires égyptiens achetèrent donc 300 pompes aux Anglais et remarquèrent que cinq de ces pompes étaient capables de dégager 1 500 mètres cubes en trois heures. Puis, en 1972, le corps du génie acheta 150 pompes allemandes plus puissantes. Une combinaison de trois pompes anglaises plus deux pompes allemandes réduisait le temps nécessaire à deux heures. Cela s'avéra bien en dessous de ce qu'avaient envisagé les Israéliens, qui avaient apparemment négligé l'importance des canons à eau utilisés par les Égyptiens durant leurs exercices d'entrainement. Ceux-ci pompaient de puissants jets d'eau créant 81 brèches dans la ligne en dégageant trois millions de mètres cubes de terre dans le premier jour des combats.
Les Égyptiens montèrent à l'assaut de la ligne Bar-Lev avec deux armées et des forces de Port Saïd et du district militaire de la mer Rouge. La seconde armée couvrit le secteur allant du nord de El Qantara au sud de Déversoir tandis que la troisième armée était responsable du secteur allant du lac Amer à Port Tawfiq.
Les Égyptiens commencèrent simultanément leur attaque par air et par artillerie en envoyant 250 avions (MiG-21, MiG-19 et MiG-17) attaquer leurs cibles dans le Sinaï. Pendant ce temps, 2000 pièces d'artillerie ouvrirent le feu sur toutes les fortifications le long de la ligne Bar-Lev, un barrage qui dura 53 minutes et largua 10 500 obus au cours de la première minute, soit 175 obus par seconde.
Au cours de la première heure de la guerre, le Corps égyptien du Génie dégagea la barrière de sable, 17 groupes du génie, chacun responsable de l'ouverture d'un point de passage, travaillèrent à l'aide de barges en bois. Grâce à des lances raccordées à des pompes, ils commencèrent à attaquer l'obstacle de sable. Plusieurs brèches étaient prêtes deux ou trois heures après le début des opérations, respectant l'horaire prévu. En plusieurs endroits cependant, ils rencontrèrent des difficultés imprévues, la terre des brèches étant réduite en boue sur une hauteur de un mètre. Le problème nécessita l'emploi de bois, de rail, de pierres, de sacs de sable, de plaques d'acier ou de filets de métal pour permettre le passage des véhicules lourds. La troisième armée en particulier eut des difficultés dans son secteur. L'argile s'avéra résistant à l'eau sous pression, ce qui entraina des retards. La seconde armée eut fini l'érection des ponts en neuf heures tandis qu'il en fallut plus de seize pour la troisième armée.
Sur les 441 hommes occupant la ligne Bar-Lev au début de la guerre, 126 furent tués et 161 capturés. Seul Budapest, à l'extrême nord, près de la ville méditerranéenne de Port-Saïd, tint bon tout au long du conflit, alors que tous les autres forts étaient submergés.

## Remarques
Selon l'historien Rabinovitch, la ligne Bar-Lev était une erreur stratégique, l'effectif était trop faible pour être une ligne de défense efficace et trop important pour un simple poste d'observation et d'alerte. De plus, certaines personnes maintiennent que l'idée d'une ligne de défense était opposée aux tactiques de combats mobiles évoluant rapidement sur le champ de bataille qui représentaient le cœur et la force de l'armée israélienne.
Ariel Sharon, qui fut affecté en 1969 au commandement de la frontière sud, critiqua la défense statique représentée par la ligne Bar-Lev et proposa au contraire une défense agile et mobile. Il fortifia cependant la ligne pour procurer une meilleure défense aux forces armées israéliennes durant la guerre d'usure.
Selon le témoignage du lieutenant-général Saad El Shazli relatant la guerre du Yom Kipour dans son livre The crossing of the Suez, tous les experts militaires occidentaux ayant visité la ligne Bar-Lev l'avaient jugée insurmontable.